# Guidraco
Guidraco es un género extinto de pterosaurio pterodactiloide que vivió durante el Cretácico inferior en lo que ahora es Asia.
Guidraco se conoce solo por el holotipo IVPP V17083, un esqueleto articulado parcial, que consiste en un cráneo casi completo, mandíbula y cuatro vértebras cervicales. Se encontró en Sihedang cerca de Lingyuan en la provincia de Liaoning, noreste de China, en la Formación Jiufotang, que data del Aptiense, hace unos 120 millones de años.
Guidraco fue nombrada y descrita por Wang Xiaolin, Alexander Kellner, Jiang Shunxing y Cheng Xin en 2012 y la especie tipo es Guidraco venator. El nombre genérico viene del chino gui (鬼), "fantasma malicioso", y del latín draco, "dragón". El nombre específico significa "cazador" en latín.

## Filogenia
Guidraco fue asignado por los descriptores a Pteranodontoidea sensu Kellner. Un análisis filogenético encontró que era el taxón hermano del género brasileño Ludodactylus, formando ambas un clado que está estrechamente relacionado con Istiodactylidae y Anhangueridae.